# لاميناريا طولى
لاميناريا طولى (الاسم العلمي: Laminaria longissima) هو نوع من الطلائعيات يتبع جنس اللاميناريا من فصيلة اللامينارية.